# Somisha electa
Somisha electa är en insektsart som först beskrevs av Melichar 1902.  Somisha electa ingår i släktet Somisha och familjen Flatidae. Inga underarter finns listade i Catalogue of Life.